# Gerard de Korte
Gerard Johannes Nicolaus de Korte (ur. 13 czerwca 1955 w Vianen) – holenderski duchowny katolicki, biskup diecezji Groningen-Leeuwarden w latach 2008-2016, od 2016 biskup ’s-Hertogenbosch.

## Życiorys
Ukończył studia filozoficzno-teologiczne na Wydziale Teologicznym w Utrechcie, uzyskując doktorat z teologii.
Święcenia kapłańskie otrzymał 5 września 1987 i został inkardynowany do archidiecezji utrechckiej. W latach 1987–1992 był wicerektorem, a w latach 1992-2001 rektorem miejscowego seminarium. W 1992 został także proboszczem parafii katedralnej.

### Episkopat
11 kwietnia 2001 został mianowany biskupem pomocniczym archidiecezji utrechckiej, ze stolicą tytularną Caesarea in Mauretania. Sakry biskupiej udzielił mu kard. Adrianus Simonis.
18 czerwca 2008 Benedykt XVI mianował go biskupem ordynariuszem diecezji Groningen-Leeuwarden. 5 marca 2016 papież Franciszek mianował go ordynariuszem diecezji ’s-Hertogenbosch. 